# Атеринопсови
Атеринопсовите (Atherinopsidae) са семейство актиноптери от разред Атериноподобни (Atheriniformes).
Таксонът е описан за пръв път от Хенри Уийд Фаулър през 1903 година.

## Родове
Подсемейство Atherinopsinae
- Atherinops
- Atherinopsis
- Basilichthys
- Colpichthys
- Leuresthes
- Odontesthes

Подсемейство Menidiinae
- Atherinella
- Chirostoma
- Labidesthes - Северноамерикански сладководни атерини
- Melanorhinus
- Membras
- Menidia
- Poblana